# 伊伊马尼山

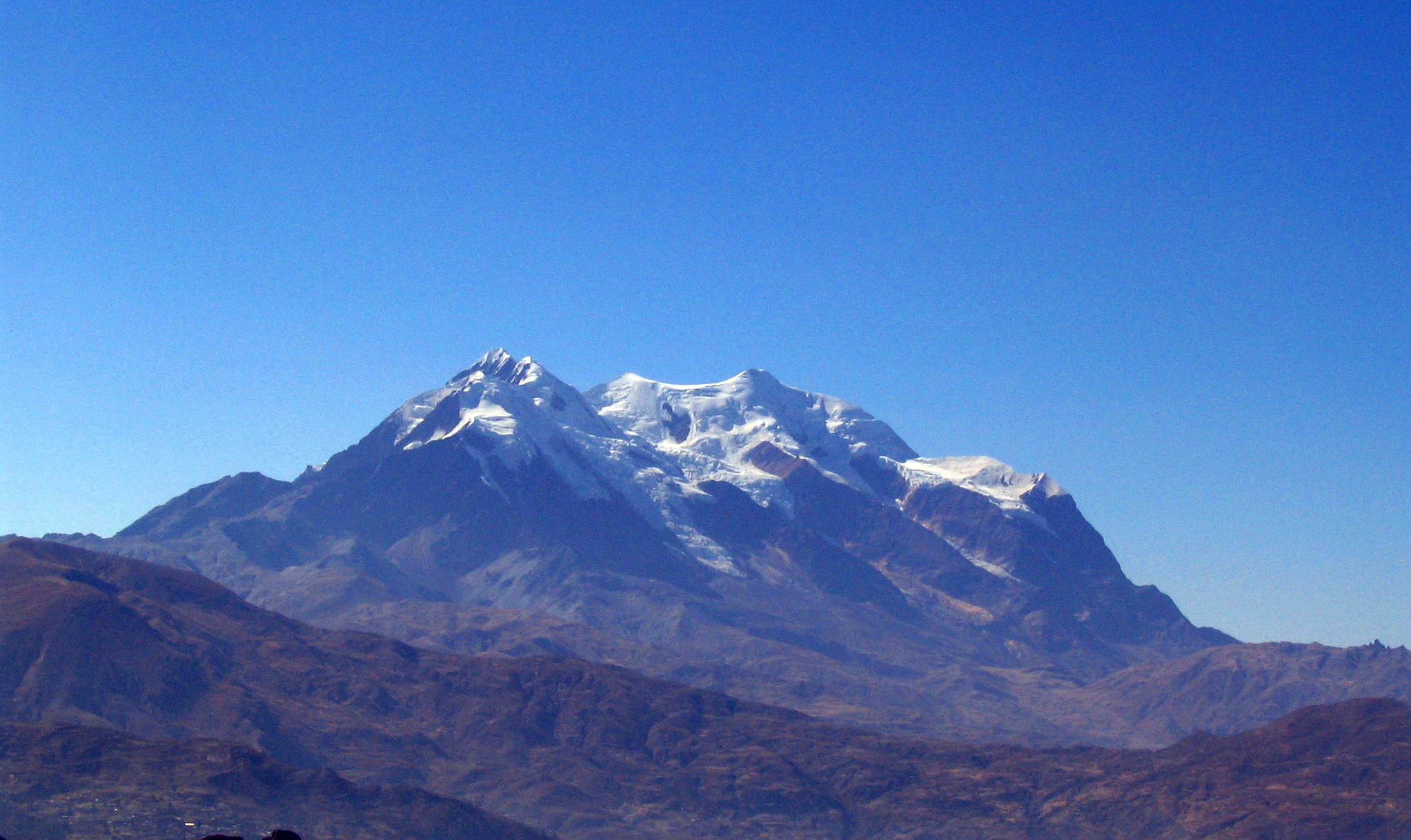

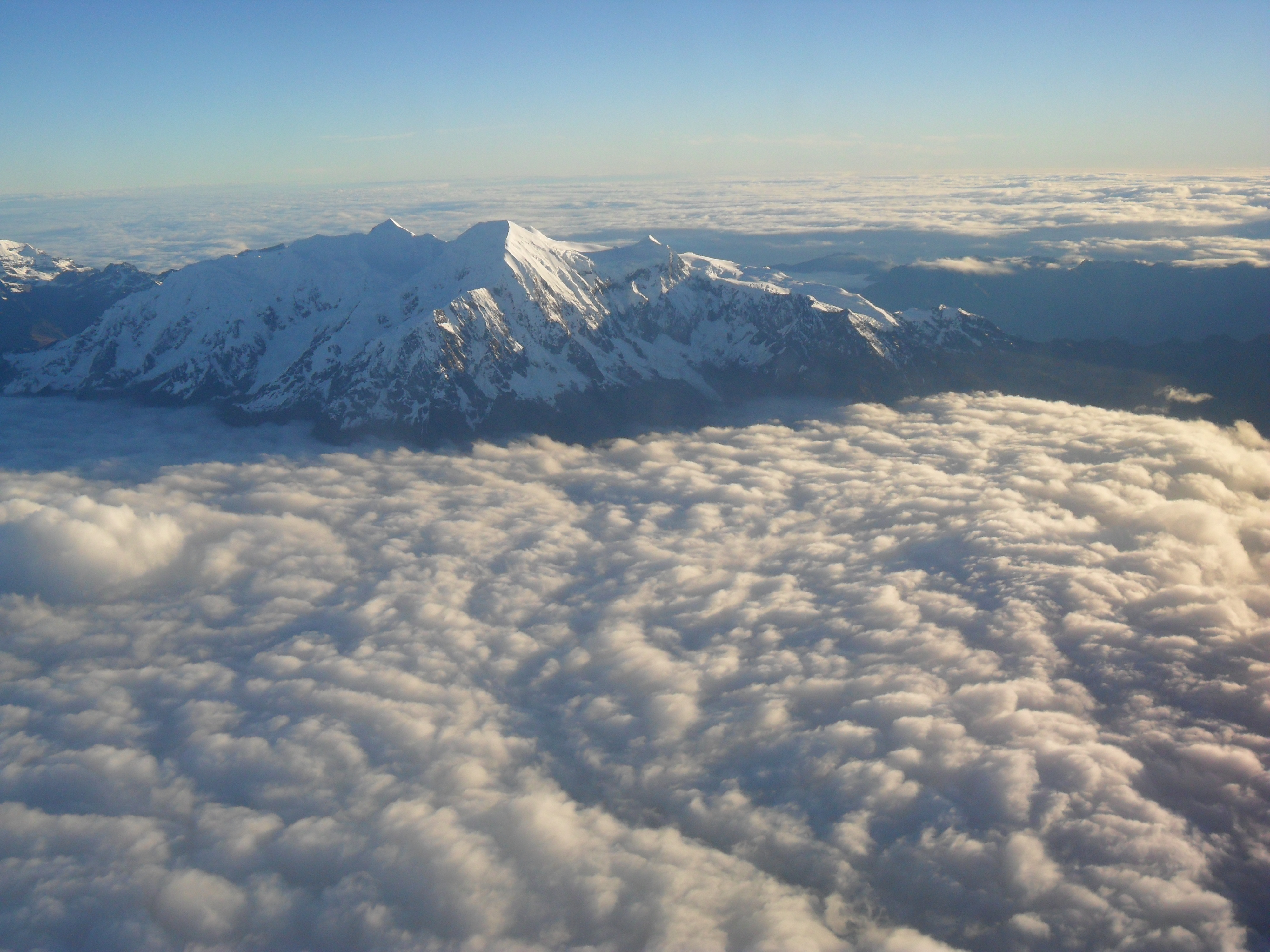

伊伊馬尼山（西班牙語：Montaña de Illimani，艾馬拉語及西班牙語發音：[iʎiˈmani]）是玻利維亞山峰，位於該國西部，毗鄰拉巴斯，屬於安第斯山脈的一部分，海拔高度6,438米，英國攀山隊在1898年9月9日登上該山峰。

## 外部連結
- Illimani on Peakware